# Casaforte Bozel
La casaforte Bozel è una casaforte medievale che sorge a est della frazione Villair di Morgex, in Valle d'Aosta. Nello stesso comune si trovano anche il coevo castello Pascal de la Ruine e la più nota tour de l'Archet. È di proprietà privata e non visitabile.

## Storia
Secondo Carlo Nigra alcuni elementi architettonici (come la forma delle mensole dell'architrave sopra la porta del primo piano) fanno supporre che la casaforte risalga al XIII secolo, in contrasto con il resto dell'architettura che ha un aspetto che la porterebbe a una retrodatazione.
L'edificio prende il nome dalla famiglia de Bosellis, originaria della Tarantasia e detta in seguito Bozel (o Bozet), che qui ebbe la sua casaforte tra il XIV  e il XVII secolo, quando si estinse.

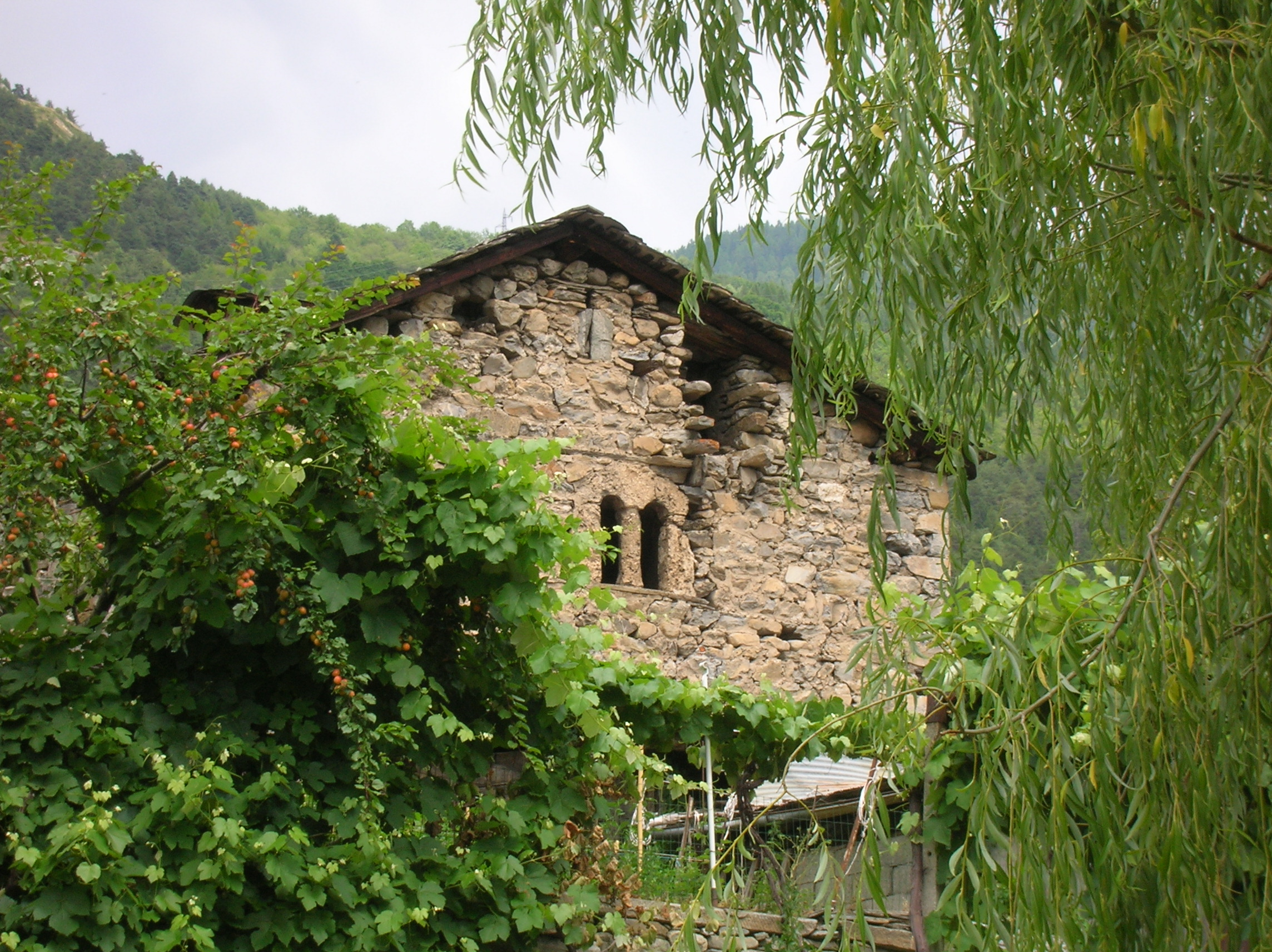
Dettaglio della bifora.

La Valdigne, in epoca medievale apparteneva alla giurisdizione savoiarda ma era governata a livello locale da numerosi feudatari di cui si conservano le caseforti distribuite sul territorio. Lo storico de Tillier, nel suo Historique de la Vallée d'Aoste annovera la casaforte Bozel tra le più importanti del Mandement Royal de Valdigne all'epoca delle Signorie.
La casaforte Bozel è tra le architetture medievali scelte dall'architetto Francesco Corni per una delle sue fedeli riproduzioni.

## Architettura

Piantina della casaforte Bozel di Carlo Nigra (1856-1942).

La casaforte ha ingresso a sud ed è alta due piani; a questi e al pianterreno si sommano un sottotetto e un probabile sotterraneo.
Le sue caratteristiche più evidenti sono la presenza delle notevoli bifore in pietra presenti sulle facciate di sud, nord ed est; in particolare, la bifora settentrionale costituisce l'affaccio di una finestra con due sedili laterali, tipici dell'architettura medievale. Sul muro di ponente sono presenti anche due latrine aggettanti e sfasate in verticale, una per piano.. All'angolo di sud-ovest ci sono indizi di una caditoia.
Un'iscrizione su pietra inserita nel muro reca la data 1751.
La casaforte un tempo aveva una cinta muraria di cui si conserverebbe solo la porta di accesso.
Oggi versa in stato di degrado per la presenza di baraccati addossati alla struttura antica.

## Interni
Carlo Nigra riporta dalle Memorie manoscritte di Alfredo D'Andrade il buono stato dell'edificio, in cui si conservavano "i solai e gli antichi camini e i vecchi armadi con le loro imposte" nonché, nel muro settentrionale, "una delle mensole in legno" che reggeva la scala del ballatoio che conduceva alla porta d'ingresso. In particolare, il camino meglio conservatosi aveva una cornice lignea rinforzata da cerniere in ferro.
Non sono presenti studi recenti sugli interni.